# Partido Nacionalista de Porto Rico
Partido Nacionalista de Porto Rico ou Partido Nacionalista Porto-riquenho (em inglês:  Puerto Rican Nationalist Party, em castelhano:  Partido Nacionalista de Puerto Rico, PNPR) é um partido político porto-riquenho que foi fundado em 17 de setembro de 1922. Seu principal objetivo era trabalhar pela independência de Porto Rico. A eleição em 1930 de Pedro Albizu Campos como seu presidente do Partido Nacionalista trouxe uma mudança radical à organização e suas táticas.
Na década de 1930, a intimidação, a repressão e a perseguição de membros do partido pelo governo, liderado por um governador indicado pelo presidente estadunidense, levaram ao assassinato de dois funcionários do governo, à tentativa de assassinato de um juiz federal em Porto Rico, no Massacre de Río Piedras e no Massacre de Ponce. Sob a liderança de Albizu Campos, o partido abandonou o processo eleitoral em favor do conflito armado direto como meio de obter a independência dos Estados Unidos.
No final da década de 1940, um partido mais amigo dos Estados Unidos, o Partido Popular Democrático de Porto Rico, havia conquistado um número esmagador de assentos no Legislativo e, em 1948, aprovou a "Lei da Mordaça de Porto Rico", que tentou suprimir o Partido Nacionalista e a oposição similar. A polícia porto-riquenha prendeu muitos membros do Partido Nacionalista ao abrigo desta lei, alguns dos quais foram condenados a longas penas de prisão. Com um novo status político pendente como um Estado Livre Associado, Albizu Campos ordenou revoltas armadas em várias cidades porto-riquenhas para ocorrer em 30 de outubro de 1950. Em uma iniciativa relacionada, dois nacionalistas também tentaram assassinar o presidente estadunidense Harry S. Truman em 1 de novembro de 1950, em um esforço para chamar a atenção internacional para as questões relacionadas ao status político de Porto Rico, mas a tentativa falhou. O último grande evento armado pelos nacionalistas ocorreu em 1954 na Câmara dos Representantes dos Estados Unidos, quando quatro membros do partido atiraram e feriram cinco congressistas.
Após a morte de Albizu Campos em 1965, o partido se dissolveu em facções e membros se juntaram a outros partidos, mas alguns continuam a seguir os ideais do partido de uma forma ou de outra, muitas vezes informalmente ou ad hoc, até hoje. 